# Miguel Fernando González Mariño
Miguel Fernando González Mariño (ur. 25 stycznia 1966 w Tunja) – kolumbijski duchowny katolicki, biskup Espinal od 2021.

## Życiorys

### Prezbiterat
Święcenia kapłańskie otrzymał 1 sierpnia 1998 i został inkardynowany do diecezji Santa Marta. Przez wiele lat pracował w diecezjalnym seminarium (m.in. jako wychowawca i ojciec duchowny), a w 2009 został jego rektorem. W latach 2004–2016 był też delegatem biskupim ds. liturgii.

### Episkopat
11 lutego 2016 papież Franciszek mianował go biskupem pomocniczym archidiecezji Ibagué ze stolicą tytularną Boseta. Sakry biskupiej udzielił mu 12 marca 2016 biskup Luis Adriano Piedrahíta Sandoval.
19 grudnia 2020 papież mianował go biskupem ordynariuszem diecezji Espinal. Ingres do katedry w Espinal odbył 6 lutego 2021.